# 273P/Pons-Gambart
273P/Pons-Gambart, komet Halleyjeve vrste, objekt blizu Zemlji. Otkrili su ga dvojica francuskih astronoma 21. lipnja 1827. godine Jean-Louis Pons i Adolphe Gambart u Marseilleskoj zvjezdarnici. Bio je izgubljen i nisu ga opet uočili sve do 7. studenoga 2012. kad ga je uočio američki amaterski astronom Robert D. Matson. Otkrio je neku kometu i pokazalo se da su proračuni Ponsa i Gambarta bili potpuno pogrešni.